# Делано, Уоррен (младший)
Уоррен Делано, также известный как Уоррен Делано — младший (англ. Warren Delano)  — американский торговец и контрабандист наркотиков. Дед президента США по материнской линии Франклина Делано Рузвельта. Заработал большое состояние на контрабанде опиума в Китай. 

## Детство
Делано родился 13 июля 1809 года в Нью-Бедфорде, Массачусетс. Он был старшим сыном капитана Уоррена Делано-старшего и Деборы Перри Делано.
После смерти его матери в 1827 году его отец женился на Элизабете Адамс, вдове капитана ВМС США Паркера. 
Уоррен окончил академию Фэрхейвен в возрасте 15 лет, а к 17 годам был трейдером в импортном бизнесе.

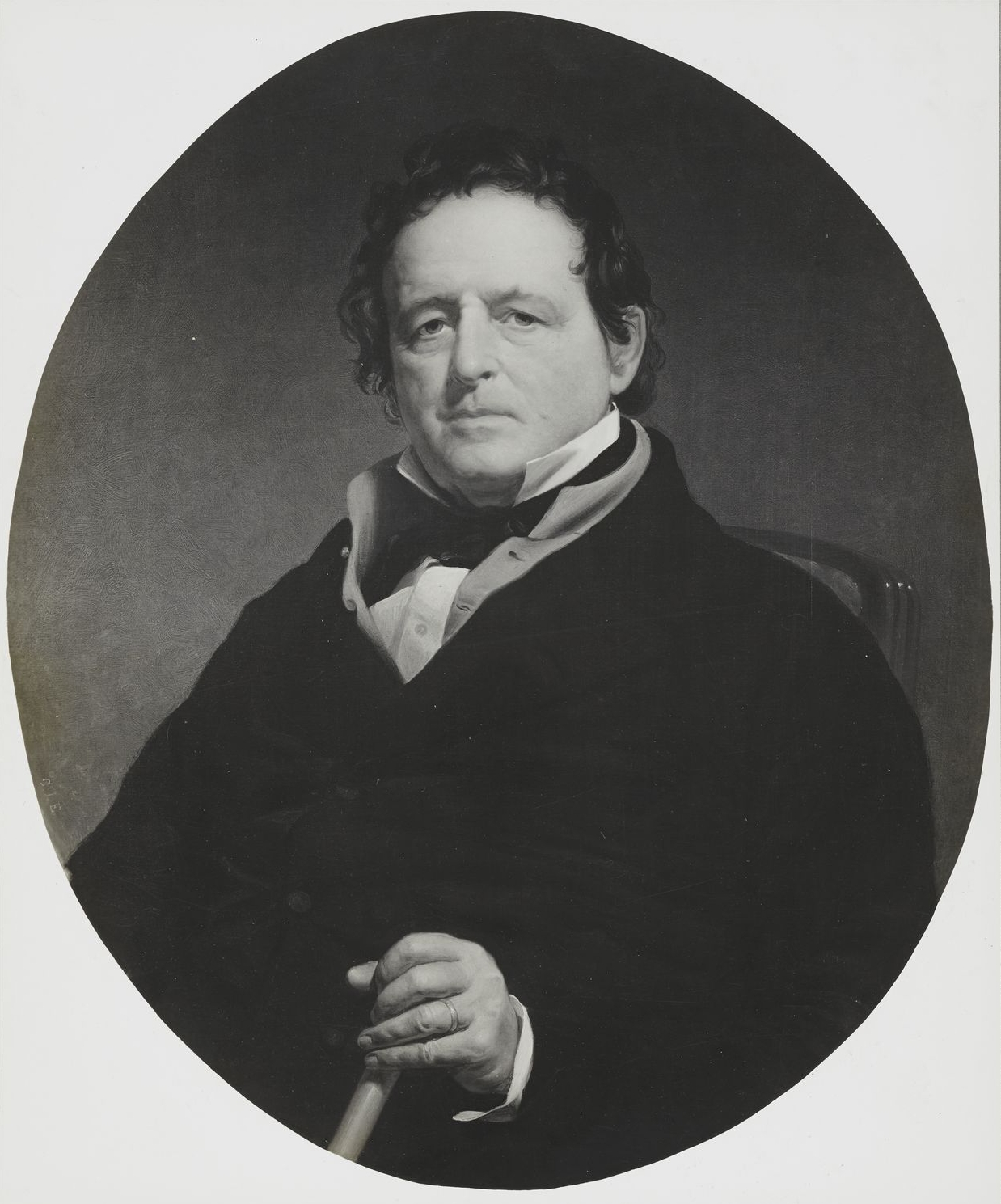
Уоренн Делано-старший

## Карьера
Делано сколотил большое состояние на контрабанде опиума в Кантон, Китай. Опиум, наркотик, вызывающий сильное привыкание, родственный героину, был запрещен в Китае.
Делано впервые отправился в Китай в возрасте 24 лет, чтобы работать в Russell & Company.
К началу 1843 года Делано значительно преуспел в торговле китайским опиумом, став главным партнером крупнейшей американской фирмы, торгующей с Китаем. Он был свидетелем разрушения кантонской системы, унижения китайского правительства и создания Нового Китая.
В 1850-х годах Делано вместе со своим братом Франклином и Азой Пэкером, строителем железной дороги Лихай-Вэлли и основателем Лихайского университета, возглавил земельную компанию, которая приобрела несколько тысяч акров и основала город Делано, Пенсильвания.
Делано потерял большую часть своего состояния во время паники 1857 года. В 1860 году он вернулся в Китай, за исключением того, что на этот раз он отправился в Гонконг, где восстановил свое состояние. Во время Гражданской войны в США Делано поставлял опиум в медицинское бюро военного министерства США.

## Семья

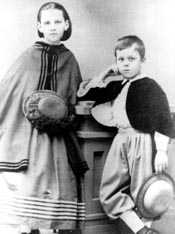
Сара и Филипп Делано

1 ноября 1843 года Делано женился на Кэтрин Роббинс Лайман, дочери Джозефа Лаймана во время короткого визита в Массачусетс. Вместе они были родителями одиннадцати детей:
1. Сьюзен Мария Делано (1844-1846)
2. Луиза Черч Делано (1846-1869)
3. Дебора Перри Делано (1847-1940), вышла замуж за коммерсанта Уильяма Хауэлла Форбса из семьи Форбс.
4. Энн Лайман Делано (1849-1926), вышла замуж за торговца Фредерика Делано Хитча в 1877 году.
5. Уоррен Делано III (1850-1851)
6. Уоррен Делано IV (1852-1920), женился на Дженни Уолтерс, единственной дочери торговца Уильяма Томпсона Уолтерса.
7. Сара Энн Делано (1854-1941), вышла замуж за Джеймса Рузвельта I и стала матерью президента Франклина Делано Рузвельта.
8. Филипп Делано (1857-1881)
9. Кэтрин Роббинс Делано (1860-1953), вышла замуж за Чарльза Альберта Роббинса в 1882 году. После его смерти в 1889 году вышла замуж за Хирама Прайса Кольера, унитарианского министра.
10. Фредерик Адриан Делано (1863-1953), женился на Матильде Энн Пизли и занимал пост президента железной дороги Монон.
11. Лора Франклин Делано (1864-1884), умерла молодой и незамужней.

В 1851 году Делано купил 60 акров на реке Гудзон. Он поручил Эндрю Джексону Даунингу и Калверту переделать фермерский дом в итальянскую виллу, назвав ее Алгонак. Его внук Франклин Рузвельт женился в Алгонаке в 1905 году.

## Смерть
Жена Уоррена Кэтрин умерла 10 февраля 1896 года в Ньюбурге, Массачусетс. Делано умер в Алгонаке 17 января 1898 года от бронхиальной пневмонии. Был похоронен рядом со своей женой в семейной усыпальнице Делано на кладбище Риверсайд в Фэрхейвене, Массачусетс, которую Делано основал в 1850 году. Гробница была возведена в 1859 году по проекту Ричарда Морриса Ханта.

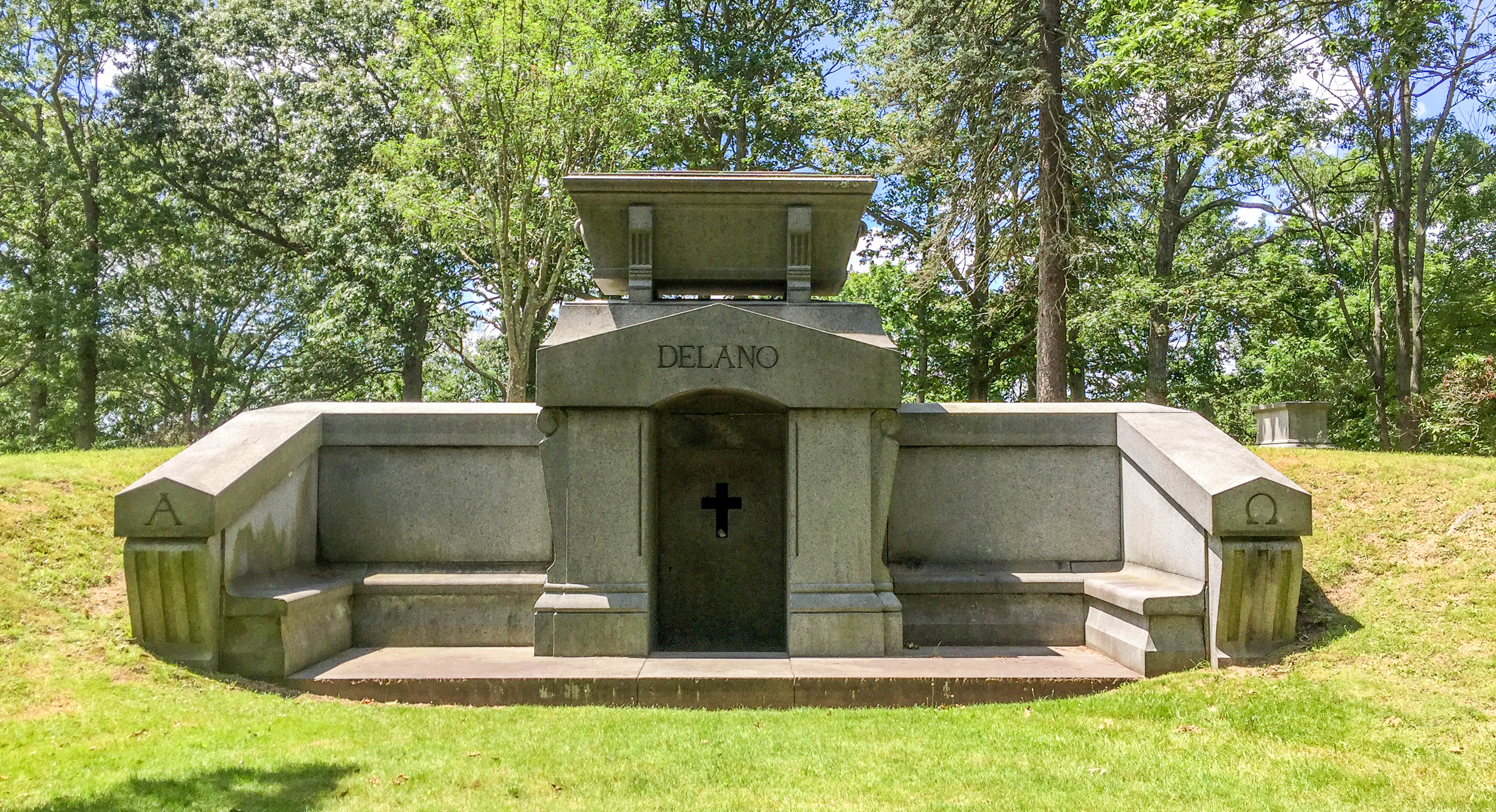
Усыпальница Делано